# Bertrand de Thessy

Bertrand de Thessy auf einem Kupferstich um 1725

Großmeisterwappen von Bertrand de Thessy

Bertrand de Thessy (auch Bertrand de Texi oder Bertiandus Texius; † um 1231) war von 1228 bis 1231 der 15. Großmeister des Johanniterordens.
Er leistete formale Rückendeckung beim Kreuzzug Friedrichs II., da Kaiser Friedrich den Kreuzzug eigentlich nicht führen konnte, weil er gebannt war. Jerusalem wurde bei diesem Kreuzzug durch Verhandlungen zurückgewonnen. Friedrich II. übertrug daraufhin die Verwaltung der Stadtfestung Akkon dem Johanniterorden, der seither gebräuchliche Alternativname Akkons „St. Jean d’Acre“ weist auf diesen Umstand hin.
Er wurde im Oktober 1231 das letzte Mal erwähnt und starb vermutlich wenig später.